# Șcheia (gmina Alexandru Ioan Cuza)
Șcheia – wieś w Rumunii, w okręgu Jassy, w gminie Alexandru Ioan Cuza. W 2011 roku liczyła 1267 mieszkańców.